# 화물 항공사
화물 항공사(貨物航空社)는 화물과 물류로 운항하는 항공사이다. 주로 화물 항공사 법인을 별도로 설립해 운영하는 경우가 많으며 또한 대형 항공사가 부서를 맡거나 자회사로 운영하는 경우가 있다.

## 개요
항공 수송은 많은 국제의 중요한 구성 요소로 물류 상품의 흐름을 관리 및 제어에 필수적인 네트워크, 에너지, 정보 생산의 소스에서 시장에 제품, 서비스를 지원한다. 이는 전문적인 병참 지원없이 국제 무역과 국제적 위치 조정을 달성하기 어렵거나 거의 불가능하다. 하지만 정보의 통합을 포함, 운송, 재고, 창고 보관, 재료 취급 및 포장을 한다. 물류의 운영 책임은 원자재와 프로세스의 작업의 지리적 위치 조정이 가능하며 최저의 비용으로 필요한 재고를 처리한다.

## 목록
- 대한민국
  - 에어제타
  - 대한항공 카고
- 일본
  - ANA 카고
  - 일본화물항공
- 중화인민공화국
  - 중국화물항공
  - 중국남방항공 카고
  - 중국국제항공 카고
  - 중국우편항공
  - YTO 카고 항공
  - SF 항공
- 러시아
  - 에어브리지 카고 에어
  - 볼가 드네포르 항공
- 말레이시아
  - MAS 카고
- 미국
  - 아틀라스 항공
  - 페덱스 익스프레스
  - UPS 항공
  - 폴라에어 카고
  - DHL 항공
  - 칼리타 에어
- 오스트레일리아
  - 콴타스 프레이트
  - 오스트레일리아 에어 익스프레스
  - 익스프레스 프레이터스 오스트레일리아
- 싱가포르
  - 싱가포르 항공 카고
- 독일
  - 루프트한자 카고
  - 에어로로직
- 네덜란드
  - 마르틴 에어
- 아랍에미리트
  - 에미레이트 스카이카고
  - 에티하드 카고
- 카타르
  - 카타르 항공 카고

## 같이 보기
- 세계의 화물 항공사 목록
- 화물 항공기